# ONUMOZ
Le Operazioni delle Nazioni Unite in Mozambico (ONUMOZ dall'inglese United Nations Operations in Mozambique) è stata una missione di peacekeeping in Mozambico, creata con la Risoluzione 782 del Consiglio di Sicurezza delle Nazioni Unite del 13 ottobre 1992, per supervisionare il rispetto dell'accordi di pace firmati a Roma il 4 ottobre 1992.
L'operazione è durata dal dicembre 1992 al dicembre 1994 e ha avuto il proprio quartier generale a Maputo.

## Paesi coinvolti
La missione ONU si è avvalsa del personale militare proveniente dai seguenti stati: Argentina, Australia, Austria, Bangladesh, Bolivia, Botswana, Brasile, Canada, Capo Verde, Cina, Egitto, Finlandia, Ghana, Giappone, Giordania, Guinea-Bissau, Guyana, India, Indonesia, Irlanda, Italia (missione Albatros), Malaysia, Nepal, Nigeria, Norvegia, Nuova Zelanda, Paesi Bassi, Pakistan, Portogallo, Repubblica Ceca, Russia, Spagna, Sri Lanka, Stati Uniti d'America, Svezia, Svizzera, Togo, Ungheria, Uruguay e Zambia.

### Italia
L'Italia inviò nel marzo 1993 un contingente Italfor, per la missione "Albatros", di ambito regimentale con 1.030 uomini, fornito dalle Brigate alpine "Taurinense", prima, e "Julia" poi. Era articolata su un battaglione di fanteria alpina, un battaglione logistico, un gruppo squadroni dell'Aviazione dell'Esercito, un reparto di Sanità e un nucleo di 5 Carabinieri come polizia militare. Alle forze italiane fu affidato il controllo del corridoio Machipanda (al confine con lo Zimbabwe) - Beira.
Terminò nell'aprile 1994. Rimasero a Beira 230 uomini del Reparto di Sanità e di un'unità di sostegno, il cui rimpatrio si concluse nel dicembre di quell'anno. 

## Finalità
Il mandato concesso dall'ONU prevedeva di: monitorare il cessate il fuoco tra le parti del conflitto, il  governo locale e i guerriglieri della Renamo, disperdendo eventuali raduni di truppe e mezzi bellici; la raccolta e distruzione degli armamenti di ogni parte del conflitto; garantire la sicurezza degli operatori umanitari, nonché del personale dell'ONU. Furono smobilitati 67.042 militari governativi e 24.648 guerriglieri Renamo.
Inoltre, la missione aveva il compito di assistere il regolare svolgimento delle operazioni elettorali del 1994, sia fornendo un'assistenza tecnica, che monitorando il processo elettorale stesso da eventuali brogli.